# Kawawachikamach (terre réservée naskapie)
Pour les articles homonymes, voir Kawawachikamach.
Kawawachikamach est une terre réservée naskapie située dans la région administrative québécoise de la Côte-Nord, au Canada. Créée en vertu de la Convention du Nord-Est québécois de 1978, la terre réservée de Kawawachikamach constitue en pratique un village habité. Elle est d'ailleurs à distinguer du village naskapi de Kawawachikamach, qui, malgré son nom, constitue une aire non habitée et non urbanisée.
Kawawachikamach constitue le siège de la Nation naskapie de Kawawachikamach.

## Géographie
Le territoire de la terre réservée constitue une enclave dans le territoire non organisé de Lac-Vacher de la MRC de Caniapiscau.

## Toponymie
Kawawachikamach a pour signification en naskapi « rivière sinueuse ».

## Description
Kawawachikamach est administrée par un conseil de bande dirigé par le chef Noah Swappie depuis 1999.
Auparavant, la Nation naskapie de Kawawachikamach était connue comme la Bande Naskapie du Québec ou les Naskapis de Schefferville.
Ce territoire est formé des terres de catégorie 1A-N, d'une superficie de 41,79 km2, qui sont à l’usage et au profit exclusifs de la nation naskapie.
Localisée à quelques kilomètres de la ville minière de Schefferville. À proximité, les communautés innus de la région de Schefferville vivent sur les réserves indiennes de Matimekosh et de Lac-John.
En vertu de la Convention du Nord-Est québécois, une terre de catégorie 1B-N d'une superficie de 285 km2, (ou 326 km2), se trouvant à quelques dizaines de kilomètres au nord, dans la région administrative Nord-du-Québec, appartient aussi aux membres de la nation naskapie. Sans habitant permanent, cette terre est gérée par une municipalité de village naskapie, ou corporation foncière privée, dont les administrateurs sont les mêmes personnes qui gèrent les terres de catégorie 1A-N.
La nation — représentée au sein de l'Administration régionale Kativik par le chef du Conseil de bande, qui est de facto maire de la municipalité de village naskapie — dispose également d’un « territoire exclusif de chasse, de pêche et de piégeage » d'une surface de 4 144 km2,.

## Démographie
Le recensement de 2011 y dénombre 586 habitants, soit 3 % de plus qu'en 2006,.
| 1991 | 1996 | 2001 | 2006 | 2011 | 2016 | 2021 |
| ---- | ---- | ---- | ---- | ---- | ---- | ---- |
| 405  | 487  | 540  | 569  | 586  | 601  | 641  |

## Langues
En 2011, sur une population de 585 habitants, Kawawachikamach comptait 7,7 % d'anglophones et 92,3 % d'innuphones (naskapi). En 2016, sur une population de 600 habitants, il fut dénombré 0,8 % de francophones, 7,5 % d'anglophones et 91,7 % d'innuphones (naskapi).